# Илија Дошен
Илија Дошен (Ведро Поље, код Босанског Петровца, 14. септембар 1914 – Београд, 2002) био је правник, учесник Народноослободилачке борбе, друштвено-политички радник СФР Југославије и СР Босне и Херцеговине и народни херој Југославије.

## Биографија
Рођен је 14. септембра 1914. године у селу Ведро Поље код Петровца. Основну школу завршио је у Оштрељу код Босанског Петровца, а гимназију у Приједору, Требињу и Бихаћу. Дипломирао је на Правном факултету у Београду 1940. године.
Члан Комунистичке партије Југославије и СКОЈ-а постао је 1936. године. За вријеме студија био је члан Земљорадничког клуба и члан управе удружења „Петар Кочић“. У децембру 1940. био је ухапшен и одведен у логор Међуречје код Ивањице, у којем је био затворен до марта 1941. године.
По окупацији Југославије 1941, био је задужен да ради на организовању устанка у околини Босанског Петровца. Јула 1941. године, био је постављен за политичког комесара штаба Босанскопетровачког среза и секретара Среског комитета КПЈ у Босанском Петровцу. Био је члан Обласног комитета КПЈ за Босанску крајину.
У току рата био је у првој ратној редакцији „Гласа“ и политички комесар Петог крајишког одреда, Десете крајишке бригаде, Пете и Десете крајишке дивизије и Петог босанског корпуса. Био је вијећник ЗАВНОБиХ-а и АВНОЈ-а од његовог првог засједања у Бихаћу.
После рата обављао је многе послове у републичкој и савезној администрацији, као што су министар унутрашњих послова у првој влади НР БиХ, помоћник министра трговине у влади ФНРЈ, председник контролне комисије владе НР БиХ и остало.
На Првом конгресу Комунистичке партије Босне и Херцеговине, новембра 1948. биран је за члана Политбироа Централног комитета КП Босне и Херцеговине.
Такође је био председник Врховног суда БиХ, Врховног суда Југославије, члан Централног одбора Савеза удружења бораца НОР-а, члан Централног комитета СКЈ и ЦК СК БиХ, секретар Главног одбора Социјалистичког савеза радног народа БиХ и члан Савета федерације СФРЈ.
Више је пута био биран за републичког и савезног посланика у Скупштини. Такође, био је члан управе Удружења правника Босне и Херцеговине. Имао је чин генерал-мајора ЈНА у резерви. Умро је 2002. у Београду, где је и сахрањен на Новом гробљу.
Носилац је Партизанске споменице 1941, Ордена народног ослобођења и осталих југословенских одликовања. Орденом народног хероја одликован је 27. новембра 1953. године.